# Mosè di Roma
Mosè (... – Roma, 251) fu un martire di Roma, venerato come santo dalla Chiesa cattolica.

## Agiografia
L'esistenza e la storicità del sacerdote Mosè di Roma è documentata da fonti coeve, ossia le lettere di Cipriano di Cartagine, il Catalogo Liberiano, la vita di papa Cornelio nel Liber pontificalis.
Mosè faceva parte del clero romano e, assieme ad altri sacerdoti, tra cui Novaziano, prese le redini della Chiesa di Roma dopo il martirio di papa Fabiano († 20 gennaio 250). In questo frangente, Mosè è menzionato in diverse occasioni nelle lettere Cipriano, vescovo di Cartagine, e quando anche Mosè fu incarcerato, Cipriano ne loda la pazienza e il coraggio nel momento difficile della persecuzione. Da queste lettere si evince che, anche durante la prigionia, Mosè si interessò dei lapsi, e sostenne il legittimo papa Cornelio quando Novaziano cercò di usurpare la sede di Roma. Nell'epistolario di Cipriano è conservata anche una lettera che Mosè scrisse al vescovo di Cartagine, assieme ad altri presbiteri e diaconi della chiesa di Roma.
Il martirio di Mosè è attestato dalla lettera nº 55 dell'epistolario di Cipriano e da una lettera che papa Cornelio (marzo 251 - giugno 253) scrisse a Fabio di Antiochia. Secondo il Catalogo Liberiano, Mosè rimase in carcere per 11 mesi e 11 giorni prima della sua morte. Queste indicazioni cronologiche porterebbero a datare il suo martirio ai primi mesi del 251.

## Culto
Non esiste alcuna attestazione di un culto a Mosè in epoca antica e medievale. Solo con Cesare Baronio, nel XVI secolo, il suo nome è inserito nel Martirologio Romano; si deve al Baronio la data della sua commemorazione al 25 novembre, ritenuta tuttavia una scelta arbitraria e senza fondamento.
Il Martirologio Romano commemora san Mosè con queste parole:
(Martirologio Romano. Riformato a norma dei decreti del Concilio ecumenico Vaticano II e promulgato da papa Giovanni Paolo II, Città del Vaticano, 2004, p. 904)